# Зерваска
Зерваска (на албански: Gështenjas, Гъщеняс, старо Zervaska/Zervaskë) е село в Албания, в община Поградец, област Корча.

## География
Селото е разположено на 2 km южно от Старово (Бучимас), и на 3 km югоизточно от Поградец. Селото се намира на 750 m надморска височина.

## История
Според Васил Кънчов („Македония. Етнография и статистика“) в XIX век Зиваска или Зърварска е албанско мюсюлманско село в Старовска каза на Османската империя.
До 2015 година селото е част от община Старово (Бучимас).